# Condado de Vlorë
El condado de Vlorë (en albanés, Qarku i Vlorës) es un condado de Albania. Tiene una población estimada, a inicios de 2023, de 183 436 habitantes.
Su capital es la ciudad de Vlorë.
Desde la reforma de 2015 se organiza en los municipios de Delvinë, Finiq, Himarë, Konispol, Sarandë, Selenicë y Vlorë.